# 細江縣 (清化州)
細江縣，是明代交阯承宣布政使司清化府清化州下轄的一個縣，後陷入安南，治所約在今越南石城縣西部。

## 沿革
- 永樂五年六月癸未朔（1407年7月5日）置，隸清化府清化州[2]。
- 永樂六年十月二十六日（1408年11月13日），設細江縣蒲巴隣關、絹槐關廵檢司[3]。
- 永樂八年七月十四日（1410年8月14日），清化州之細江縣入本州，其細江縣之蒲巴鄰關、絹槐關廵檢司隸本州[4]。